# Péages et pesages au Bénin
Les péages et pesages au Bénin sont un dispositif présent sur les routes du Bénin visant à fournir une source de revenus en vue de l'autonomisation de l'entretien routier au Bénin.

## Histoire
Le bénin compte une dizaine/douzaine de péages.
Des péages comme celui de Houègbo sont construits depuis 2012 mais sont non opérationnels. Celui ci finit par être mis en service en septembre  2020.

## Localisations
| \| 200 km1:7 324 000 \| Garou · (An?) Biro (An?) Sirarou (2008) Prékété (2006) Diho (An?) Kpédékpo (2007) Ekpè Ahozon Grand-Popo |
| 200 km1:7 324 000 |

| 200 km1:7 324 000 |

| Poste de péage et pesage existants. |
| (An?) Année de création             |

| #  | Nom                                          | Année de création | Tronçon de route     | Géolocalisation |
| -- | -------------------------------------------- | ----------------- | -------------------- | --------------- |
| 1  | Ponts de poste de péage et pesage de Houègbo | 2012              |                      | 6.7830, 2.1690  |
| 2  | Poste de péage et pesage de Garou            |                   |                      | 11.7805, 3.4234 |
| 3  | Poste de péage et pesage de Biro             |                   |                      | 9.9046, 2.9685  |
| 4  | Poste de péage et de pesage de Sirarou       | 2008              | Parakou - Malanville | 9.5797, 2.6422  |
| 5  | Poste de péage et de pesage de Prékété       | 2006              | Savalou - Djougou    | 8.6678, 1.6337  |
| 6  | Poste de péage et de pesage de Diho ⋅        | 1998              | Savè - Parakou       | 8.0923, 2.5392  |
| 7  | Poste de péage et de pesage de Kpédékpo      | 2007              | Bohicon - Kétou      | 7.2204, 2.4830  |
| 8  | Poste de péage et de pesage d’Èkpè           | 2003              | Cotonou - Porto-Novo | 6.3657, 2.5626  |
| 9  | Poste de péage et de pesage d’Ahozon         | 2008              | Cotonou - Ouidah     | 6.3679, 2.1437  |
| 10 | Poste de péage et de pesage de Grand-Popo    | 1987              |                      | 6.2891, 1.8198  |

## Fonctionnement
Les péages sont cogérés par l'état du Bénin. La société SIRB SA est créée en 2018 et lance ses opérations en 2019. L'État en a cédé la gestion à des entreprises privées qui versent des redevances au Fonds Routier. Pour les rentabiliser, pour éviter les problèmes de monnaies et de tickets - reçus non existants, augmenter les recettes et éviter les fraudes, des péages sont  équipés de système de paiement automatiques,. 

### Évolution des recettes du péage
Les véhicules légers et les poids lourds sont assujettis au péage et pesages. Les 2 roues ne le sont pas du fait de leur capacité à sortir des chemins asphaltés et à contourner les postes de contrôles.

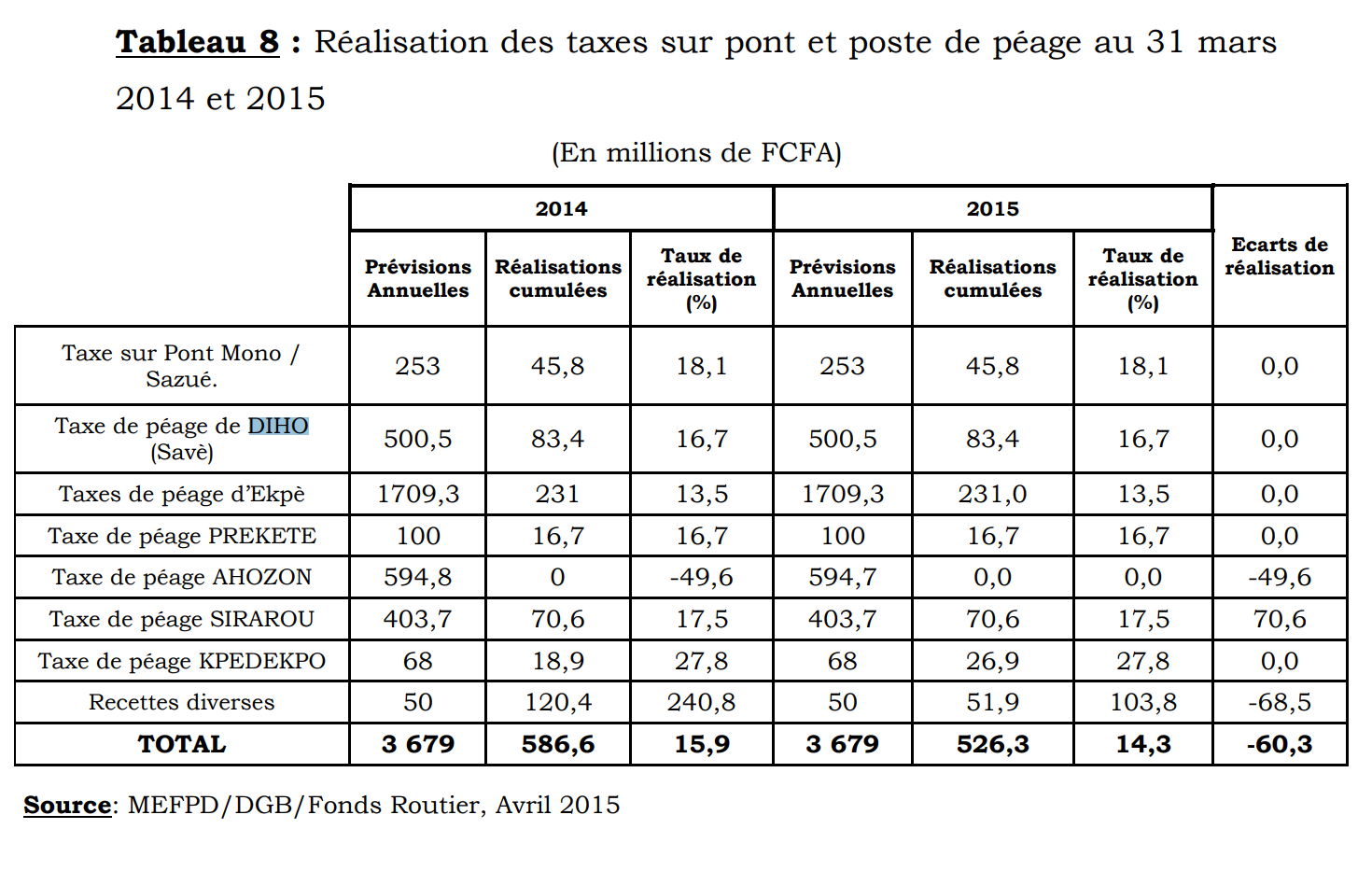
Recettes de Péages Bénin 2014-15

| Année | Montant FCFA  | % budget global |
| 1997  | 182.203.392   | 4,94%           |
| 1998  | 336.016.942   | 7,51%           |
| 1999  | 350.000.000   | 7,60%           |
| 2000  | 366.041.670   | 4,95%           |
| 2001  | 367.500.000   | 4,54%           |
| 2002  | 336.875.000   | 4,45%           |
| 2003  | 1.585.603.087 | 14,40%          |
| 2004  | 1.176.725.356 | 12,40%          |
| 2005  | 1.469.452.502 | 10,05%          |
| 2006  | 1.545.201.687 | 17,95%          |
| 2007  | 1.855.068.367 | 9,53%           |

Source : Fond Routier du Bénin

### Tarifs
Les nouveaux tarifs sont mis en place en 2018,.